# Isabelle Ottmann
Isabelle Ottmann (* 2002) ist eine deutsche Nachwuchsschauspielerin.

## Leben
Isabelle Ottmann gab 2012 ihr Schauspieldebüt mit einer Nebenrolle in dem Kinofilm Zauberhafte Lilly. Im selben Jahr stand sie mit ihrer Zwillingsschwester Helen für den Fernsehfilm Baron Münchhausen als Zirkusmädchen Frieda an der Seite von Jan Josef Liefers vor der Kamera und spielte in den Fernsehserien Die Familiendetektivin und Frauenherzen mit. In der 2015 erschienenen Neuverfilmung Heidi des gleichnamigen Romans von Johanna Spyri ist sie in der Rolle der Klara zu sehen.

## Filmografie
- 2012: Zauberhafte Lilly
- 2012: Baron Münchhausen (Fernsehfilm)
- 2014: Die Familiendetektivin (Fernsehserie, Folge 1x01 Der Ruf)
- 2015: Frauenherzen (Fernsehserie)
- 2015: Heidi